# Befektető-védelmi Alap
A Befektető-védelmi Alap (BEVA) olyan intézmény, amely a magyarországi befektetési szolgáltatók esetleges fizetésképtelensége miatt a befektetőket érő vagyoni károk részbeni kompenzálása céljából működik.

## Alapítása
A BEVA hivatalosan 1997. április 14-én jött létre, az értékpapírpiacot és annak intézményeit szabályozó 1996. évi CXI. törvény (Épt.) vonatkozó rendelkezése alapján. A szervezet alapítása mögött a Budapesti Értéktőzsde 1990-es újraalapítását követő tőkepiaci fejlődés, illetve Magyarország Európai Unióhoz (EU) való csatlakozásának szándéka állt.

## Működése, vagyona
A BEVA által kezelt vagyont elsősorban a tagok által befizetett csatlakozási és átalánydíjak, illetve egyéb befizetések adják. Az alap által kezelt vagyon ezen felül hozamot is termel, emellett különböző pénzügyi tevékenységeket is végezhet, például kölcsönt vehet fel és kötvényt bocsáthat ki. A befolyt összeget a BEVA Alapkezelési szabályzatában leírt módon az Államadósság Kezelő Központ (ÁKK) fekteti be, a 2013-ban pályázat útján kiválasztott vagyonkezelő ezt a 2001. évi CXX. törvény (Tpt.) értelmében kizárólag állampapírok formájában teheti meg.
A BEVA vagyona a kártalanítási kötelezettség teljesítésének fedezetére szolgál. Ha a pénzösszeg nem elegendő, vagy nem biztosítja a kártalanítás határidőn belül történő megvalósulását, a szervezet igazgatósága hitelfelvételről, vagy a tagok terhére rótt rendkívüli befizetésről hozhat döntést. Előbbi esetén a Tpt.-ben 2002. január 1-től meghatározott módon az állam vállal általános kezességet.

## Tagjai
A Befektető-védelmi Alapnak kötelező jelleggel tagjai azon gazdálkodó szervezetek, amelyek a Magyar Nemzeti Bank (Felügyelet) vonatkozó engedélye alapján biztosított tevékenység gyakorlására jogosultak. Ilyen tevékenységnek minősül a megbízások felvétele, továbbítása vagy végrehajtása az ügyfél javára, a sajátszámlás kereskedés, a portfóliókezelés, a pénzügyi eszközök letéti őrzése és nyilvántartása, ehhez kapcsolódóan ügyfélszámlák vezetése, valamint a letétkezelés és értékpapírszámla vezetés, illetve nyomdai formában az értékpapír nyilvántartása és ügyfélszámla vezetése.
A tagság önkéntes azon árutőzsdei szolgáltatók számára, akik ügyfélszámla-vezetési tevékenység végzésére vonatkozó engedéllyel rendelkeznek. Szintén saját maguk dönthetnek a tagságról azok a magyarországi fióktelepet fenntartó társaságok, amelyek székhelye az Európai Unió másik tagállamában található, anyacégük pedig tagja valamely, az EU jog által előírt befektetővédelmi rendszernek.

## A kártalanítás menete
A BEVA kártalanítási kötelezettsége akkor lép életbe, ha az érintett taggal szemben a Felügyelet felszámolási eljárást indítványoz, vagy a bíróság rendelkezik annak felszámolásról.
A BEVA eljárása előterjesztett kérelem hatására veszi kezdetét. A kártalanítás legfeljebb 100 000 euróra, azaz kb. 40 millió forintra terjedhet ki, mértéke egymillió forint összeghatárig száz százalék, egymillió forint összeghatár felett egymillió forint és az egymillió forint feletti rész kilencven százaléka.

## Igazgatóság
A Befektető-védelmi Alap irányítását 9 tagú igazgatóság végzi, az operatív feladatokat a Befektető-védelmi Alap munkaszervezete látja el a BEVA ügyvezető igazgatójának irányítása mellett.
| Név                         | Foglalkozás                                | Kijelölő vagy kinevező                                     |
| Dr. Nemescsói András, elnök | partner, DLA Piper Hungary                 | KELER Zrt.                                                 |
| Szeniczey Gergő, alelnök    | ügyvezető igazgató, Magyar Nemzeti Bank    | Magyar Nemzeti Bank                                        |
| Balogh László               | helyettes államtitkár, Pénzügyminisztérium | Pénzügyminisztérium                                        |
| Dr. Kiss Krisztina          | ügyvezető igazgató, Befektető-védelmi Alap | A Tpt. alapján hivatalból az igazgatóság tagja             |
| Vass Péter                  | főtitkár-helyettes, Magyar Bankszövetség   | tagi érdekképviselet (Magyar Bankszövetség)                |
| Nagy Márton István          | alelnök, Magyar Nemzeti Bank               | Magyar Nemzeti Bank                                        |
| Nyitrai Győző               | igazgató, OTP Bank Nyrt.                   | tagi érdekképviselet (Befektetési Szolgáltatók Szövetsége) |
| Dr. Tebeli Izabella         | titkárságvezető, Pénzügyminisztérium       | Pénzügyminisztérium                                        |
| Végh Richárd                | vezérigazgató, Budapesti Értéktőzsde Zrt.  | Budapesti Értéktőzsde                                      |